# Aspidostemon occultus
Aspidostemon occultus är en lagerväxtart som beskrevs av Van der Werff. Aspidostemon occultus ingår i släktet Aspidostemon och familjen lagerväxter. Inga underarter finns listade i Catalogue of Life.